# Liste der denkmalgeschützten Objekte in Steinberg-Dörfl
Die Liste der denkmalgeschützten Objekte in Steinberg-Dörfl enthält die 8 denkmalgeschützten, unbeweglichen Objekte der burgenländischen Gemeinde Steinberg-Dörfl.

## Denkmäler
| Foto |                 | Denkmal                                                                                       | Standort                                                | Beschreibung | Metadaten |
| ---- | --------------- | --------------------------------------------------------------------------------------------- | ------------------------------------------------------- | --- | --- |
| ja   | Datei hochladen | Kapelle Hl. Johannes Nepomuk HERIS-ID: 71712 Objekt-ID: 84906                                 | Bründlweg 5 Standort KG: Dörfl                          | Die Kapelle mit einem Doppelwappen stammt aus dem 18. Jahrhundert. | BDA-Hist.: Q38128247 Status: § 2a Stand der BDA-Liste: 2025-06-30 Name: Kapelle Hl. Johannes Nepomuk GstNr.: 13                                       |
| ja   | Datei hochladen | Wallfahrtskapelle Maria Bründl und Oswaldikapelle HERIS-ID: 111807 Objekt-ID: 129817seit 2012 | Bründlweg 6 Standort KG: Dörfl                          | Die Wallfahrt begann 1677 mit einer Steinfigur Maria mit Kind neben einer Quelle im Wald. Die Wallfahrtskapelle wurde 1720 erbaut. Neben der Kapelle steht eine kleine Beichtkapelle.                                                                     | BDA-Hist.: Q16006141 Status: Bescheid Stand der BDA-Liste: 2025-06-30 Name: Wallfahrtskapelle Maria Bründl und Oswaldikapelle GstNr.: 2231/2          |
| ja   | Datei hochladen | Kath. Filialkirche hl. Michael HERIS-ID: 47113 Objekt-ID: 49699                               | Kirchberg 3 Standort KG: Dörfl                          | Der spätbarocke Bau aus der 2. Hälfte des 18. Jahrhunderts steht am Nordende des Ortes in erhöhter Position. An den halbrunden Chor und das hohe Schiff schließt ein vergleichsweise niedriger Westturm an. Hochaltar und Kanzel stammen aus der Bauzeit. | BDA-Hist.: Q38025637 Status: § 2a Stand der BDA-Liste: 2025-06-30 Name: Kath. Filialkirche hl. Michael GstNr.: 248 Filialkirche Dörfl                 |
| ja   | Datei hochladen | Alte Schmiede HERIS-ID: 47114 Objekt-ID: 49700                                                | Prof.-Anton-Reiterits-Platz 3 Standort KG: Dörfl        | Alte Schmiede mit originaler Einrichtung um 1900. | BDA-Hist.: Q38025639 Status: § 2a Stand der BDA-Liste: 2025-06-30 Name: Alte Schmiede GstNr.: 240                                                     |
| ja   | Datei hochladen | Pest-/Dreifaltigkeitssäule HERIS-ID: 57394 Objekt-ID: 67401                                   | Standort KG: Dörfl                                      | Inschrift: Heilige Dreifaltigkeit ein einiger Gott erbarme dich unser 1927. | BDA-Hist.: Q38076282 Status: § 2a Stand der BDA-Liste: 2025-06-30 Name: Pest-/Dreifaltigkeitssäule GstNr.: 844/3                                      |
| ja   | Datei hochladen | Kath. Pfarrkirche hl. Wenzel HERIS-ID: 47309 Objekt-ID: 50206                                 | Raiffeisengasse 2 Standort KG: Steinberg                | Der heutige Kirchenbau stammt aus dem Jahr 1685, die ältere Kirche stand an einem anderen Ort. Das Kirchenschiff ist einjochig mit eingezogenem Chor, der vorgesetzte Kirchturm ist von einem Zwiebelhelm bekrönt.                                        | BDA-Hist.: Q20754118 Status: § 2a Stand der BDA-Liste: 2025-06-30 Name: Kath. Pfarrkirche hl. Wenzel GstNr.: 475 Pfarrkirche Steinberg an der Rabnitz |
| ja   | Datei hochladen | Friedhofskapelle HERIS-ID: 71711 Objekt-ID: 84905                                             | Standort KG: Steinberg                                  | | BDA-Hist.: Q38128238 Status: § 2a Stand der BDA-Liste: 2025-06-30 Name: Friedhofskapelle GstNr.: 4389 Cemetery chapel Steinberg-Dörfl                 |
| ja   | Datei hochladen | Gnadenstuhl HERIS-ID: 71709 Objekt-ID: 84903                                                  | Steinberger Landesstraße (L 332) Standort KG: Steinberg | Inschrift: Heilige Dreifaltigkeit, ein einiger Gott, erbarme dich unser. Errichtet durch Wohlthäter 1873. | BDA-Hist.: Q38128231 Status: § 2a Stand der BDA-Liste: 2025-06-30 Name: Gnadenstuhl GstNr.: 6707                                                      |
| BW   | Datei hochladen | Florianikapelle HERIS-ID: 71706seit 2025                                                      | Untere Hauptstraße 85, bei Standort KG: Steinberg       | | BDA-Hist.: Q135167503 Status: Bescheid Stand der BDA-Liste: 2025-06-30 Name: Florianikapelle GstNr.: 291/3                                            |